# Thyasira methanophila
Thyasira methanophila is een tweekleppigensoort uit de familie van de Thyasiridae. De wetenschappelijke naam van de soort is voor het eerst geldig gepubliceerd in 2005 door Oliver & Sellanes.